# 臺灣電視台
臺灣電視台，又稱為台視主頻（英語：TTV Main Channel），是臺灣電視公司（台視）的主頻道兼綜合台，開播於1962年10月10日，不僅是臺灣第一個電視頻道，也是全臺灣6家無線電視台中第一個主頻道採用HD高畫質訊號播出的無線電視頻道。

## 歷史
台視成立於1962年4月28日，10月3日開始試播，10月10日中午12時舉行開播儀式；由當時的第一夫人宋美齡按下開播按鈕。晚上19時整開始正式開播，是台灣第一個電視頻道。在2003年前，該頻道並無正式名稱，一般稱為「台視頻道」或「台視」；自2003年至2006年5月1日止，該頻道正式名稱為「台灣電視台」。2006年5月2日，台視停用「台灣電視台」一名，但無線數位電視EPG顯示的頻道名稱仍為「台灣電視台」。該名稱於2015年年初台視家族頻道確立之後再度被採用，節目預告亦標示為「台視主頻《臺灣電視台》」（後改為臺灣電視台《台視主頻》）。
2012年6月30日中午起，無線電視數位化後定頻於32頻道；2014年12月15日起畫面比例全面更改為16:9。
2014年12月29日上午7點，改以（HD）播出，是台灣首個以HD訊號播出的無線電視台主頻道（部分類比有線電視仍以標準畫質播出），也由於台灣無線電視目前仍以H.264對高畫質訊號進行編碼，意味著台視主頻不能透過第一代的機上盒收看（第一代機上盒不具有H.264解碼功能），而須改用具高畫質收看功能（具有H.264解碼功能）的電視機或機上盒收看。
2016年7月6日，因原住民族電視台於無線數位電視播出，無線數位頻道號碼（遙控器號碼）從第13頻道改為第14頻道。
2017年5月23日起，台視主頻於台視匯流影音平台『TOUCH TTV』上提供Live聯播服務。
2022年9月8日凌晨起，因CH7公視新增TAIWAN PLUS頻道，原數位頻道CH14，改為CH15頻道播出。

## 台視HD
台視HD台，是臺灣電視公司於2012年7月21日至2014年12月28日播出的高畫質電視頻道。

### 歷史
- 2004年1月1日，臺灣電視公司已開始策劃加開HD台。[6]
- 2012年6月27日，國家通訊傳播委員會（NCC）通過無線四台高畫質頻道於2012倫敦奧運期間的營運計畫，但規定只能播出奧運相關節目。[7]
- 2012年7月9日，台視HD台開始播出測試訊號及字卡。
- 2012年7月21日，台視HD台正式開播，開始播放奧運相關節目。
- 2012年7月26日，NCC正式核准台視HD台的倫敦奧運後營運計畫。[8]
- 2012年7月28日至2012年8月13日期間，台視HD台以高畫質轉播2012倫敦奧運。
- 2012年8月13日上午，轉播完2012倫敦奧運閉幕典禮後，台視HD台開始聯播台視主頻的節目。
- 2013年1月19日，台視轉播第八屆KKBOX數位音樂風雲榜，為台視除奧運轉播外首度以高畫質直播的特別節目。
- 2014年1月1日起，台視HD台陸續在部分數位有線電視系統上架。
- 2014年12月29日起，台視對所屬頻道進行調整，原台視HD台改為「台視新聞台」（該日起試播至31日，2015年元旦開播），台視主頻則升級為HD高畫質播出；台視HD台形同併入台視主頻，不再以SD及HD雙路訊號的形式同步播出。[9]

## 主要節目

### 新聞
- 早安您好－台視新聞
- 午安您好－台視新聞
- 台視晚間新聞

### 實境節目
- 嗨！營業中
- 炸裂吧！女孩
- 全員請上車

### 戲劇
- 追分成功
- 生命捕手
- 台視周六優質戲劇
- 台視週日優質偶像劇

## 頻道標誌變遷

2004年數位電視開播時啟用的「台灣電視台」標誌，現已停用。
帶有HD字樣的台視主頻標誌，2014年12月29日至2015年10月31日。
帶有較大HD字樣的台視主頻標誌，2015年11月1日至2016年12月20日。
帶有金色立體HD字樣的台視主頻標誌，2016年12月21日開始使用。該版本在2017年6月13日新版電視分級制度[[[Wikipedia:格式手册/链接#章節|錨點失效]]]上路後，HD字樣會在節目開始或從廣告恢復時被分級標誌遮蓋數秒後恢復。

## 外部連結
- 台視主頻的Facebook專頁
- 台視 （页面存档备份，存于）
- 台視主頻的畫面擷圖（1999年3月） （页面存档备份，存于）
- 台視主頻直播 （页面存档备份，存于）
- 008 台視 - 中華電信 MOD 網站 （页面存档备份，存于）